# Coaldale (Kolorado)
Coaldale – jednostka osadnicza w Stanach Zjednoczonych, w stanie Kolorado, w hrabstwie Fremont.